# I’ve Tried Everything but Therapy (Part 1)
Az I’ve Tried Everything but Therapy (Part 1) Teddy Swims amerikai énekes-dalszerző debütáló stúdióalbuma. 2023. szeptember 15-én jelent meg a Warner kiadón keresztül. A lemezen található a Lose Control című, áttörést hozó kislemeze, amely az amerikai Billboard Hot 100 listájának élére került, miközben huszonhárom országban, köztük az Egyesült Királyság kislemezlistáján is az első tízbe került.
Az album Norvégiában, Hollandiában, Litvániában, Svédországban, Ausztráliában és Svédországban is a top tízbe került, illetve Új-Zélandon, Belgiumban, Kanadában, Franciaországban, Litvániában, Svédországban, Skóciában, az Egyesült Királyságban és az Egyesült Államokban is felkerült az albumlistákra.

## Háttér és népszerűsítés
A megjelenés előtt, 2023. május 5-én Swims kiadta a What More Can I Say című kislemezt, és június 23-án a Lose Control című „érzelmes himnuszt”, amely „az önuralom elvesztéséről és az irányítás elvesztéséről” szól. Ez utóbbi kereskedelmi szempontból sikeresnek bizonyult, több országban, köztük Kanadában, Hollandiában, Új-Zélandon és az Egyesült Államokban is felkerült a slágerlistákra. A The New Zealand Heraldnak adott interjúban Swims azt ígérte, hogy „terápiára fogja járatni magát”, ami végső soron az album címének ihletője volt. Szeretett volna magának „még néhány hónap szabadságot” nyerni, és egy „traumatizált kis sz*rházi” lenni. Az American Songwriter kérdésére, hogy melyik a kedvenc dala, amit valaha írt, Swims a Some Things I’ll Never Know-t nevezte meg, ami az album nyitódala. Az album népszerűsítéseként az énekes-dalszerző 2023. augusztus 30-án a Novában előadta a Use Somebody feldolgozását és egy élő szettet a saját dalaiból. A lemezt az I’ve Tried Everything but Therapy Tour című turnéja is népszerűsítette, amely 2023 novemberében indult Észak-Amerikában.

### I’ve Tried Everything but Therapy (Part 1.5)
2024. április 26-án Swims kiadta az I’ve Tried Everything but Therapy (Part 1.5) című lemezt, amely az album első részének kiegészítése, és négy további számot tartalmaz. Swims így nyilatkozott a megjelenéskor: „Tudjátok, az elmúlt 8 hónapban turnéztam, írtam és folytattam a munkát saját magamon, és szerettem volna megosztani valami olyasmit, mint egy valós életbeli bejelentkezés. Ezek a dalok reprezentálják, hogy hol tartok, és nem akartam várni, amíg az egész második rész elkészül - szóval tessék”.

### Turné
2023 márciusában Swims bejelentette I’ve Tried Everything but Therapy Tour elnevezésű nemzetközi turnéját, amelynek keretében fellép az Egyesült Királyságban, Írországban, Ausztráliában, Németországban, Hollandiában és Új-Zélandon.

## Az albumon szereplő dalok listája
| I’ve Tried Everything but Therapy (Part 1) | I’ve Tried Everything but Therapy (Part 1) | I’ve Tried Everything but Therapy (Part 1)                                                           | I’ve Tried Everything but Therapy (Part 1) | I’ve Tried Everything but Therapy (Part 1) | I’ve Tried Everything but Therapy (Part 1) | I’ve Tried Everything but Therapy (Part 1) | I’ve Tried Everything but Therapy (Part 1) | I’ve Tried Everything but Therapy (Part 1) | I’ve Tried Everything but Therapy (Part 1) |
|                                            | Cím                                        | Szerző(k)                                                                                            | Producer(ek)                               | Hossz                                      |                                            |                                            |                                            |                                            |                                            |
| ------------------------------------------ | ------------------------------------------ | --- | ------------------------------------------ | ------------------------------------------ | ------------------------------------------ | ------------------------------------------ | ------------------------------------------ | ------------------------------------------ | ------------------------------------------ |
| 1.                                         | Some Things I’ll Never Know                | Jaten Dimsdale John Ryan Eli Teplin Sherwyn Nicholls Joshua Coleman Julian Bunetta Kendrick Nicholls | Bunetta Teplin Shweez                      | 4:02                                       |                                            |                                            |                                            |                                            |                                            |
| 2.                                         | Lose Control                               | Coleman Bunetta Dimsdale Mikky Ekko Marco "Infamous" Rodriguez                                       | Ammo Bunetta Infamous                      | 3:30                                       |                                            |                                            |                                            |                                            |                                            |
| 3.                                         | What More Can I Say                        | Dimsdale Andrew Wells Boy Matthews Sean Douglas                                                      | Wells Khari Mateen                         | 2:21                                       |                                            |                                            |                                            |                                            |                                            |
| 4.                                         | The Door                                   | Coleman Bunetta Ryan Dimsdale Ekko S. Nicholls                                                       | Bunetta Ammo                               | 3:32                                       |                                            |                                            |                                            |                                            |                                            |
| 5.                                         | Goodbye’s Been Good to You                 | Dimsdale Marc Scibilia Dallas Wilson Austin Ruffin                                                   | Scibilia Wells                             | 2:44                                       |                                            |                                            |                                            |                                            |                                            |
| 6.                                         | Last Communion                             | Andrew Jackson Duck Blackwell Dimsdale                                                               | Jackson Blackwell                          | 3:37                                       |                                            |                                            |                                            |                                            |                                            |
| 7.                                         | You Still Get to Me                        | Dimsdale Tommy Lee James Douglas Stuart Crichton                                                     | Crichton                                   | 3:28                                       |                                            |                                            |                                            |                                            |                                            |
| 8.                                         | Suitcase                                   | Ryan Ekko Coleman Dimsdale                                                                           | Ryan                                       | 2:48                                       |                                            |                                            |                                            |                                            |                                            |
| 9.                                         | Flame                                      | Ryan Mags Duval Steph Jones                                                                          | Ryan                                       | 2:24                                       |                                            |                                            |                                            |                                            |                                            |
| 10.                                        | Evergreen                                  | Ryan Dimsdale K. Nicholls S. Nicholls Teplin                                                         | Ryan Teplin Kendo                          | 2:46                                       |                                            |                                            |                                            |                                            |                                            |
| 31:12                                      |                                            | |                                            |                                            |                                            |                                            |                                            |                                            |                                            |

| I’ve Tried Everything but Therapy (Part 1.5) — Bónuszdalok | I’ve Tried Everything but Therapy (Part 1.5) — Bónuszdalok | I’ve Tried Everything but Therapy (Part 1.5) — Bónuszdalok | I’ve Tried Everything but Therapy (Part 1.5) — Bónuszdalok | I’ve Tried Everything but Therapy (Part 1.5) — Bónuszdalok | I’ve Tried Everything but Therapy (Part 1.5) — Bónuszdalok | I’ve Tried Everything but Therapy (Part 1.5) — Bónuszdalok | I’ve Tried Everything but Therapy (Part 1.5) — Bónuszdalok | I’ve Tried Everything but Therapy (Part 1.5) — Bónuszdalok | I’ve Tried Everything but Therapy (Part 1.5) — Bónuszdalok |
|                                                            | Cím                                                        | Szerző(k)                                                  | Producer(ek)                                               | Hossz                                                      |                                                            |                                                            |                                                            |                                                            |                                                            |
| ---------------------------------------------------------- | ---------------------------------------------------------- | ---------------------------------------------------------- | ---------------------------------------------------------- | ---------------------------------------------------------- | ---------------------------------------------------------- | ---------------------------------------------------------- | ---------------------------------------------------------- | ---------------------------------------------------------- | ---------------------------------------------------------- |
| 11.                                                        | Hammer to the Heart                                        | Dimsdale Bunetta Ekko Matt Zara Rocky Block                | Bunetta Zara                                               | 3:12                                                       |                                                            |                                                            |                                                            |                                                            |                                                            |
| 12.                                                        | Apple Juice                                                | Dimsdale Bunetta Delacey Ido Zmishlany                     | Bunetta Zmishlany                                          | 3:02                                                       |                                                            |                                                            |                                                            |                                                            |                                                            |
| 13.                                                        | Tell Me                                                    | Dimsdale Block Bunetta Ryan                                | Bunetta Ryan Zara                                          | 2:56                                                       |                                                            |                                                            |                                                            |                                                            |                                                            |
| 14.                                                        | Growing Up Is Getting Old                                  | Dimsdale Block Bunetta Jones K. Nicholls                   | Bunetta Two Fresh                                          | 2:27                                                       |                                                            |                                                            |                                                            |                                                            |                                                            |
| 42:49                                                      |                                                            |                                                            |                                                            |                                                            |                                                            |                                                            |                                                            |                                                            |                                                            |

## Helyezések
| Lista (2023–2024)                             | Legjobb helyezés |
| --------------------------------------------- | ---------------- |
| Ausztrália (ARIA Top 50 Albums)               | 4                |
| Ausztria (Ö3 Austria Top 40)                  | 58               |
| Belgium (Ultratop Flandria)                   | 35               |
| Belgium (Ultratop Vallónia)                   | 88               |
| Kanada (Billboard Canadian Albums Chart)      | 15               |
| Horvátország Nemzetközi albumok (HDU)         | 15               |
| Dánia (Hitlisten Album Top 40)                | 11               |
| Hollandia (Dutch Charts Album Top 100)        | 2                |
| Finnország (Musiikkituottajat Albumit Top 50) | 36               |
| Franciaország (SNEP Album Top 100)            | 27               |
| Németország (Offizielle Top 100)              | 31               |
| Izland (Plötutíðindi)                         | 13               |
| Írország (IRMA Top 100 Artist Album)          | 58               |
| Olaszország (FIMI)                            | 81               |
| Litvánia (AGATA)                              | 7                |
| Új-Zéland (RMNZ)                              | 19               |
| Norvégia (VG-lista Album Top 40)              | 6                |
| Lengyelország (ZPAV Album Top 50)             | 38               |
| Portugália (AFP Top 30 Albums)                | 116              |
| Egyesült Királyság (Scottish Albums)          | 15               |
| Spanyolország (PROMUSICAE Top 100 Álbumes)    | 84               |
| Svédország (Sverigetopplistan Top 60 Albums)  | 6                |
| Svájc (Schweizer Hitparade Top 100 Albums)    | 41               |
| Egyesült Királyság (UK Albums Chart)          | 21               |
| USA Billboard 200                             | 17               |

## Minősítések és eladási adatok
| Régió                                                            | Minősítés | Eladott példányszám |
| ---------------------------------------------------------------- | --------- | ------------------- |
| Hollandia (NVPI)                                                 | arany     | 20 000‡             |
| Új-Zéland (RMNZ)                                                 | arany     | 7 500‡              |
| Egyesült Királyság (BPI)                                         | ezüst     | 60 000‡             |
| ‡ Eladási+streaming példányszámok kizárólag a minősítés alapján. |           |                     |

## Fordítás
Ez a szócikk részben vagy egészben  az   I've Tried Everything but Therapy (Part 1) című angol Wikipédia-szócikk fordításán alapul.  Az eredeti cikk szerkesztőit annak laptörténete sorolja fel. Ez a jelzés csupán a megfogalmazás eredetét és a szerzői jogokat jelzi, nem szolgál a cikkben szereplő információk forrásmegjelöléseként.